# Dystomorphus
Dystomorphus – rodzaj chrząszczy z rodziny kózkowatych i podrodziny zgrzypikowych.

## Zasięg występowania
Przedstawiciele tego rodzaju występują w Chinach oraz na Tajwanie.

## Systematyka
Do Dystomorphus należy 7 gatunków :
- Dystomorphus diversus
- Dystomorphus esakii
- Dystomorphus nigrosignatus
- Dystomorphus niisatoi
- Dystomorphus notatus
- Dystomorphus piceae
- Dystomorphus sichuanensis